# Knights of the Force
Knights of the Force es una modificación creada por Osman "Tim" Günyaz para el videojuego Star Wars: Jedi Knight Jedi Academy, que le tomó tiempo a su creador desde el año 2003 hasta el 2012. La versión previa del mod (1.0) fue creada y terminada para el videojuego Star Wars: Jedi Knight Jedi Outcast en el 2002. Knights of the Force (KotF) es una expansión que recrea el Jedi Academy con niveles, personajes, ambientes, armas y vehículos de las 6 películas, dibujos animados, y cómics del universo de Star Wars. También es una detallada enciclopedia del mismo. 
La autenticidad de esta modificación está generalmente disputada. Fue excluida de la página moddb.com por falsificación de descripción de contenido, entre otras acusaciones.
El 5 de abril de 2013 su creador anuncio en la página oficial que el proyecto había sido cancelado, debido a problemas personales. 

## Descripción
KotF incluye 100 nuevos personajes, 150 pieles, 70 sables láser, 40 vehículos, 50 nuevas zonas, 130 NPCs, aproximadamente 40 nuevos y mejorados menús, 70 mapas Multijugador y un extraordinario CD Menu. Todas estas características vienen en 2 GB y el mod completo requiere 3,5 GB de espacio en tu disco duro.
Estos mapas y modelos han sido editados para que se correspondan fielmente en cuanto a movimientos y ha parecido a las películas. Todos los mapas incluyen soporte para Bots. Como una extra, los mejores 30 mapas del Jedi Outcast (en su mayoría mapas de las películas) han sido transformados y mejorados para Jedi Academy.
KotF ha sido traducido a 6 idiomas, que son: Turco, Inglés, Alemán, Español, Francés y Portugués. KotF también incluye más de 50 videos y cinemáticas y alrededor de 30 nuevas piezas de música. Para darle a los jugadores un acceso completo a estos mapas y zonas, KotF incluye una nueva interfaz en el menú. Algunos de estas interfaces son: KotF Add/Load Menu System , KotF Player Menu System and KotF CD Menu. Aparte de todo esto, KotF incluye muchas y mejoradas funciones y opciones. KotF se ejecuta independientemente del Jedi Academy y sus archivos, lo que significa que KotF tiene sus propios archivos base. Esto habilita al jugador a disfrutar del MOD de manera segura, y poder tener otras modificaciones que hayan sido instaladas. Una vez que KotF es instalado, el jugador puede continuar trabajando en otros mods o proyectos (esta característica no está disponible en la DEMO del KotF. Solo estará disponible en la versión final).
Knights of the Force es una modificación tanto para Un Jugador como para Multijugador...

## Un jugador
KotF está lleno de nuevas opciones y funciones que dejarán al usuario terminar la campaña de Un Jugador del Jedi Academy una y otra vez. Aunque Jedi Academy es un buen juego, sus creadores no le otorgaron el máximo potencial al juego (probablemente por marketing o por razones estratégicas). El juego tiene muchas funciones y códigos que no han sido activados o completados y no pueden ser vistos por los jugadores en el juego normal. KotF usa este potencial al máximo y hace al juego más realista y agradable activando e improvisando estas funciones y opciones después de 4 años de duro trabajo. Más allá de eso, aunque el "código fuente" del SinglePlayer no ha salido al público, KotF le da a los jugadores las opciones que parecen imposible de utilizar utilizando diferentes métodos. Por ejemplo; carga de Clase automática de acuerdo al personaje seleccionado, borrando el juego de "Guardar/Cargar" del menú a través de códigos, arreglados problemas técnicos cuando se cambia de un sable de doble hoja a un sable de una sola hoja, agregadas Clases de Droideka y Super Battledroid, es posible matar al Class_bobafett de clase NPC, mejorado el sistema de combate Cuerpo a Cuerpo, las pistolas dobles de Jango Fett, un sistema de configuración de NPC que no ha sido visto nunca, arreglados muchos bugs y mucho más...
Una barra que permite cambiar la velocidad de juego y un mejorado menú especial han sido creados para cambiar los ángulos de la cámara a nuestro antojo. También se agregó la opción de activar las barras de energía. Con esta opción se puede ver la barra de energía de nuestros enemigos encima de sus cabezas. La opción de "Desmembramiento Realista" ha sido agregada para sables láser y armas afiladas. La opción de "Sable láser Realista" también ha sido añadida. Cuando se activa esta opción, el sable láser actúa como en las películas y es efectivo con solo tocar un objeto o enemigo sin necesidad de atacar. Gamorrean, Moradores de la Arena, Weequay, Gran y algunas armas de ciertos personajes hacen sangrar al jugador (lanza, cetro del Morador, maza, hacha). Esta opción puede ser desactivada desde el CD Menu del KotF. Nuevas armas y sus blandidores fueron agregados como los Weequays con escudos y antorchas, Droidekas, Super Battledroids y un General Grievous con 4 brazos. Estos personajes han sido reacondicionados para Singleplayer.
130 nuevos NPCs en KotF fueron recreados para ser más inteligentes, más realistas y fieles a las películas de Star Wars con configuraciones especiales de los NPC nunca vistas en otro MOD. Cinemáticas fueron agregadas a los nuevos niveles, y con estas cinemáticas y videos cortos especiales, los jugadores se sumergirán en una atmósfera de Star Wars totalmente envolvente. Sonidos originales de las películas fueron usadas en las voces de 100 nuevos personajes. Las animaciones de "Misión Completada" y "Misión Fallida" fueron agregadas para cada nuevo nivel. La interfaz de KotF y su música ha sido rediseñada para complacer a los fanes de Star Wars. La opción de Subtítulos fue mejorada, y han sido agregadas las opciones de subtítulos en turco y en Portugués. Además, las voces en turco también estarán disponibles en JA: Multijugador.

## Sistema del "Menú Jugador" de KotF
Con este nuevo sistema, no tendrás que jugar más como un Padawan. Este mejorado menú primero se muestra cuando eliges tu personaje al principio del juego. Puedes acceder a este menú desde el KotF Add/Load Menu system. En este menú 100 personajes originales de Star Wars han sido puestos en 6 categorías. Señores Sith, Maestros Jedi, Cazarrecompensas, Fuerzas Rebeldes, Fuerzas Imperiales y Mercenarios & Aliens. Detallada información de cada personaje se puede encontrar en este menú, como: Historia de Vida, Arma, Vestimenta, Altura y Poderes de la Fuerza disponibles. Cuando eliges un modelo la información en la pantalla cambia coordinadamente. Por ejemplo, cuando eliges a Darth Vader, ves sus habilidades físicas, poderes de la Fuerza y su sable láser. O si eliges un Gamorrean eres despojado de poderes de la Fuerza y se te da 2 hachas vibradoras. En resumen: este menú le da al usuario la libertad de ser más que solo un Padawan. Cuando empiezas un nuevo nivel, no vas al menú que te introduce a nuevos poderes de la Fuerza y estilos de Sable Láser. Si no estás contento con tu personaje, puedes cambiarlo en el momento que quieras.

## KotF Add/Load Menu System
Esta es una de las más impresionantes características de KotF. Puedes ver este menú presionando la tecla "K" cuando estás jugando, o desde el menú de habilidades al comienzo de Jedi Academy. Con este menú puedes cambiar tu skin a uno de los otros 150 skins. Puedes obtener armas pesadas o elegir entre una de las 70 empuñaduras originales de las películas desde este menú. Aparte de todo esto, puedes seleccionar cualquier mapa o zona de la lista y jugar, o crear tus propios duelos de fantasía o episodio cuando quieras. Presionando la tecla "N" durante el juego, puedes agregar NPCs. Puedes elegir entre 130 nuevos NPCs y agregarlos como Aliados o Hostiles. También puedes cambiar del Lado de la Luz o al Lado Oscuro con un simple clic. El sistema de NPC funciona organizado con el Menú de CD.

## Sistema de Menú de CD de KotF
Este nunca antes visto sistema de menú permite elegir entre nuevas funciones del KotF incluso antes de entrar en el juego. El menú también te guía con un videoframe incluido. Algunos de los efectos de las configuraciones pueden ser vistos por estos videoframes. Con este menú puedes empezar fácilmente KotF Un Jugador o Multijugador. Cuando seleccionas la opción de Un Jugador, verás 3 opciones. La primera te introduce directamente en el juego. La segunda es una de las más importantes, es el menú de Selección de Misión, que te deja jugar las misiones de Star Wars que vienen con el KotF. Este menú lista las 50 nuevas zonas que vienen con el MOD, acorde a la Cronología de Star Wars. Tú eliges qué zona, lado y personaje quieres utilizar, y empiezas inmediatamente a jugar (como en el caso del Menú de CD de la demo de KotF.) Por ejemplo: cuando seleccionas el Episodio 1, puedes ver el escape de Obi-Wan y Qui-Gon de la Nave de la Federación de Comercio donde puedes elegir 3 personajes diferentes. En este menú eliges con quién jugar, y la jugabilidad y los escenarios cambian de acuerdo a la selección hecha. En este escenario puede elegir entre Obi-Wan Kenobi, Qui-Gon Jinn, o un Droideka. Una vez elegida la configuración, el juego comienza al instante.
La tercera opción es el menú de NPC Add/Remove (Agregar/Eliminar). Este menú es para los fanes de Star Wars que quieren crear sus propios duelos de fantasía o episodios. Este menú está hecho para sobrepasar el límite de adiciones de NPCs. Como ya sabemos, KotF agrega alrededor de 130 nuevos NPCs. Pero por las limitaciones del Jedi Academy, el juego no puede lidiar con tantos NPCs y se colapsa. Cada jugador desea cosas diferentes, para eso está este menú. Menú de CD contiene información de estos 130 personajes con imágenes. Puedes elegir los NPCs que quieras usar. Sin embargo, no puedes seleccionar más de 30. Después de agregar los NPCs a la lista, puedes insertarlos en el juego como hostiles o aliados desde el KotF Add/Load Menu System > Agregar NPC. Esta configuración no cambia, a menos que tú lo hagas. Además, esta función no daña ningún mapa original del Jedi Academy o los mapas del KotF.

## Sistema de Multi-Personaje de KotF
Esta función te permite controlar más de un personaje en algunas áreas especiales. Por ejemplo, en la sección del Episodio 2, Kamino, El Escape de Jango versión Completa. En la versión completa de esta zona, hay otra área donde controlas a Jango. En esta área puedes controlar tanto a Jango como a los Arc Troopers para eliminar a Obi-Wan Kenobi. Haces esto mediante el Scroll del mouse. Cuando haces el scroll hacia arriba, tú seleccionas al siguiente arc Trooper o Jango Fett si es su turno. El personaje que dejes de controlar seguirá luchando. (Echa un vistazo al video de la versión Beta para más información). Hay más zonas de este tipo dentro del MOD.

## Sobre las Nuevas Zonas
En algunas zonas, avanzas al siguiente nivel ganando y siguiendo a la siguiente parte de la película. Puedes elegir algunos escenarios del Menú de CD de KotF y elegir tu lado y personaje para diferentes finales. En casi todos los escenarios puedes elegir entre lado bueno y lado malvado. Cada escenario tiene cinemáticas al comienzo de cada misión para cada personaje y su personalidad es reflejada en el juego.
Sables láser, Empuñaduras, Poderes de la Fuerza, Vestimentas, sus líneas en cada episodio y hasta sus movimientos (El Emperador no usa un sable y no salta en el Episodio 6) Todo esto con música y detalles enriquesen la atmósfera y hacen el juego mucho más realista. Tienes permitido el juego de Rol. Para hacer el juego aún más realista, en algunas zonas y áreas, nos encontramos con restricciones de los poderes de la Fuerza, diferentes y nuevas animaciones. Y en otras zonas Guardar/Cargar también está deshabilitado, haciendo el juego más penetrante y desafiante. Puedes cargar nuevos mapas y MODs rápida y sencillamente. Hay corregidos muchos bugs en el Jedi Academy acerca de esto.

## Nuevas misiones
(Estos son solo títulos, y algunos de estos contienen misiones especiales):
- SW Episodio I Escape de la Nave de la Federación de Comercio
- SW Episodio I Ciudad Gungan (bonus)
- SW Episodio I Ataque de Darth Maul en Tatooine (Qui-Gon vs. Maul)
- SW Episodio I Cacería de Gungans en las colinas de Naboo (bonus)
- SW Episodio I Duelo de los Destinos (Obi-Wan, Qui-Gon vs. Maul)
- SW Episodio I El Miedo es mi Aliado (Darth Maul vs. Obi-Wan)
- SW Episodio II Calles del Bar de Coruscant (bonus)
- SW Episodio II El Escape de Jango (Obi-Wan vs. Jango Fett)
- SW Episodio II La Venganza de Anakin (Campamento Tusken)
- SW Episodio II Arena de Geonosis
- SW Episodio II Batalla de Geonosis
- SW Episodio II El Escape del Conde Dooku (Obi, Anakin vs. Dooku)
- SW Episodio III La Mano Invisible (Obi-Wan, Anakin vs. Count Dooku)
- SW Episodio III Batalla de Utapau
- SW Episodio III El Escape del General Grievous(Obi-Wan vs. Grievous)
- SW Episodio III Batalla de Mygeeto
- SW Episodio III Ataque al Templo Jedi
- SW Episodio III Batalla de los Héroes (Anakin vs. Obi-Wan Kenobi)
- SW Episodio III Está arrestado, mi Lord (Mace vs. Palpatine)
- SW Episodio III El Emperador (Darth Sidious vs. Master Yoda)
- SW Episodio IV Asalto a Tantive IV
- SW Episodio IV Puerto espacial de Mos Eisley (bonus)
- SW Episodio IV Escape de la Estrella de la Muerte
- SW Episodio V Batalla de hoth
- SW Episodio V Cámara de Vader (bonus)
- SW Episodio V Duelo en Bespin (Darth Vader vs. Luke)
- SW Episodio VI Escape del Palacio de Jabba
- SW Episodio VI Embarcación de Jabba
- SW Episodio VI Plataforma de Endor (bonus)
- SW Episodio VI Aldea Ewok (bonus)
- SW Episodio VI Duelo en la sala del Trono (Vader, Luke, Palpatine)
- SW Episodio x Grievous: El Cazador de Jedis (bonus)

## Mejoras en el multijugador
Todos los mapas del Multijugador tiene soporte para BOTs. Esto significa que puedes jugar contra la computadora. Los personajes aliados no pelean entre ellos, ellos unen fuerzas para luchar contra sus enemigos. Los mapas del juego están listados acorde a la cronología de las películas. El nuevo sistema de Bots de KotF te permite ver la imagen de los bots en la lista de selección. En la lista de Bots, los personajes se encuentran listados desde buenos hasta malos. Los nombres de los personajes buenos están escritos en verde y los de los malos en rojo. Aparte, el filtro del MP ha sido mejorado. Con esta mejora es mucho más fácil encontrar servers con KotF y otros MODs populares.
El multijugador de Knights of the Force disfruta mucho más con las nuevas funciones y menús. Con el nuevo sistema, como en singleplayer, el usuario puede elegir entre 150 skins divididos en 6 categorías. Señores Sith, Maestros Jedi, Cazarrecompensas, Fuerzas Rebeldes, Fuerzas Imperiales y Mercenarios & Aliens. Y estas categorías están divididas en dos grupos, Lado Oscuro y Lado Luminoso. Y con el nuevo sistema de Menú es posible tener habilidades personales del personaje seleccionado. Por ejemplo: cuando eliges a Darth Vader, escucharás su frase "Yo soy tu padre" mientras ves su skin en 3D. También podrás ver su sable láser rojo, sus poderes de la Fuerza, e información detallada. Después de hacer clic en "OK", podrás usar estos poderes e ítems para controlar al personaje. Cada skin tiene su propia personalidad. Esto significa que no verás a un Soldado de Asalto con un sable láser.
En los Duelos en Equipo y Captura la Bandera no existen más los equipos ROJO y AZUL. Solo hay skins del Lado Luminoso y del Lado Oscuro. Si eliges a Luke Skywalker, automáticamente serás puesto en el equipo del Lado Luminoso. Como en el Singleplayer, puedes jugar el juego desde distintas perspectivas. En resumen, KotF está programado por separado para soportar muchas armas y rasgos también en Multijugador. Más información acerca del modo Multijugador será realizada después de que KotF sea publicado. Más que eso, hemos creado un parche que permitirá funcionar correctamente MODs hermanos como el ForceMod III y el JA+, con el KotF. Como hemos visto arriba, KotF tiene sus propios archivos y carpetas. De esta forma, MODs especiales pueden funcionar bien, sin necesidad de modificar el KotF.

## Controversias
- Este mod fue altamente criticado por el hecho de que su autor prometía el juego para una fecha determinada, y al llegar esa fecha se pasaba varios meses sin dar noticia, para luego presentar algún tipo de excusa.

- La "primera parte" del mod fue criticada duramente por contener escasas misiones -la mayoría presenta un mensaje "visite KOTF.com por favor..."- y bugs abismales.

- Aunque la primera parte del mod ya ha sido lanzada, ha sido eliminada de muchas webs de mods, argumentando estas últimas que la modificación contenía algún tipo de troyano.

- El mod no tiene los mapas de Kashyyyk y Dagobah

- El creador del mod prometió que la segunda parte del juego saldría cuatro meses después de que la primera parte fuera lanzada. Hasta ahora no hay noticias.

- El creador actualmente de este juego está en un "servicio militar" por 15 meses y la llegada de la segunda parte tardará más.

- Datos: Q2882097

- 6 de abril de 2013. tras extenso tiempo de espera y retrasos en la publicación del juego, el creador de KTF más conocido como TIM ha decidido abandonar el proyecto, dejándolo en un 97%, además de eso borro todo archivo creado.